# باميلا جيليمو
باميلا جيليمو (بالإنجليزية: Pamela Jelimo)‏ هي عدائة مسافات متوسطة كينية ولدت في يوم 5 ديسمبر 1989 في مقاطعة ناندا في كينيا، أبرز إنجازاتها هو فوزها بالميدالية الذهبية في دورة الألعاب الأولمبية الصيفية 2008 في بكين في سباق 800 متر، كما فازت بالميدالية البرونزية في دورة الألعاب الأولمبية الصيفية 2012 في لندن، أفضل رقم سجتله في سباق 800 متر هو 1:54.01 دقيقة في زيورخ بسنة 2008.

## روابط خارجية
- باميلا جيليمو على موقع الاتحاد الدولي لألعاب القوى (الإنجليزية)
- باميلا جيليمو على موقع الدوري الماسي (الإنجليزية)
- باميلا جيليمو على موقع اللجنة الأولمبية الدولية (الإنجليزية)
- باميلا جيليمو على موقع أوليمبيديا (الإنجليزية)